# Bist
Die Bist ([ˈbiːst], regional [ˈbiːʃt]); historisch auch Biest oder Bießt ist ein Fluss in Frankreich (Grand Est) und Deutschland (Saarland), der bei Wadgassen linksseitig in die Saar mündet. Sie entspringt im Gemeindegebiet von Bisten-en-Lorraine in der Region Grand Est, durchfließt im Département Moselle die Orte Bisten-en-Lorraine, Varsberg, Ham-sous-Varsberg und Creutzwald, sowie im Saarland die Orte Überherrn, Bisten, Differten, Werbeln, Schaffhausen und Wadgassen. Sie ist nicht befahrbar und hat ihre ursprüngliche wirtschaftliche Bedeutung, Betrieb der Abteimühlen und Wasserlieferant für Abteimanufakturen sowie die Cristallerie Wadgassen, vollkommen eingebüßt.

## Name
Der Name stammt aus dem vorgermanischen. Wahrscheinlich leitet er sich vom gallischen Wort *bedo- für 'Graben' ab.

## Geographie

### Verlauf
Die Bist entspringt im Gemeindegebiet von Bisten-en-Lorraine in Lothringen, Arrondissement Forbach-Boulay-Moselle, fließt dann für etwas mehr als 10 Kilometer in nordöstliche Richtung bis zu dem Punkt, an dem sie für ungefähr drei Kilometer den Grenzfluss Deutschland–Frankreich bildet. Sie passiert dabei den 1967 angelegten Lac de Creutzwald sowie die Stadt Creutzwald selbst. Die Bist verlässt nach ihrer kurzen Grenzmarkierung genau an der Stelle Frankreich, wo auch die ehemalige, 70 Kilometer lange Eisenbahnlinie Völklingen – Überherrn – Hargarten-Falck – Diedenhofen die Grenze wechselt. Die Gleise liegen heute noch, die Strecke wird aber nicht mehr bedient und ist auf weiten Strecken dem Verfall preisgegeben.
Auf deutscher Seite fließt die Bist in westliche Richtung nördlich an Überherrn vorbei, durch dessen Ortsteil Bisten, anschließend dicht am unter Denkmalschutz stehenden Gutshof und Gestüt Linslerhof vorbei, bevor sie Differten erreicht, das schon zur Gemeinde Wadgassen gehört. In Differten, Höhe Ortsteil Werbeln, knickt sie im rechten Winkel nach Norden ab. Ab hier bildet sie die Grenze zwischen Wadgassen und dessen Ortsteil Schaffhausen. Unmittelbar vor ihrer Mündung in die Saar bei Bous unterquert sie noch die Bundesautobahn A 620.
Der ursprüngliche Verlauf der Bist im Bereich Wadgassen wurde schon zur Zeit der Wadgasser Abtei zum heutigen Verlauf geändert und kann nur noch anhand von alten Zeichnungen nachvollzogen werden.

### Zuflüsse
Reihenfolge von der Quelle zur Mündung. Daten bei den Gewässern in Frankreich nach SANDRE, bei den Gewässern im Saarland nach dem Geoportal Saarland
- Bruchbach (rechts), 4,9 km
- Ruisseau de Guerting (links), 5,2 km
- Ruisseau de Diesen (rechts), 5,0 km
- Buchenstaudbach (rechts), 1,7 km
- Leibsbach (links), 5,7 km
- Schneiderwiesgraben (links), 2,9 km
- Großbach (links), 8,9 km
- Weisbach (links), 7,8 km, 15,0 km²[4], 0,14 m³/s[4]
- Höllengraben (rechts), 1,3 km
- Faulebach (rechts), 1,6 km
- Schleimbach (rechts), 0,8 km
- Höllengraben (links), 7,2 km, 13,65 km²
- Werbeler Bach (rechts), 8,1 km, 14,44 km²

## Historische Bedeutung

Biest Canalis, Saar zur Zeit der Wadgasser Abtei

Die historisch-wirtschaftliche Bedeutung der Bist kann man am konkreten Beispiel der Vergangenheit der saarländischen Gemeinde Wadgassens festmachen. So diente die Bist, in Kombination mit dem umfangreichen Kanalsystem der Trockenlegung des Geländes um das dortige Prämonstratenserkloster, gleichzeitig der Bewässerung der Felder und dem Betrieb der für die Region wichtigen Mühlen in Differten und Hostenbach.
Auch die später dort angesiedelte Cristallerie Wadgassen wäre ohne die Bist nicht denkbar gewesen, da durch den von der Bist abgehenden Kanal das dort für die Produktion benötigte Wasser zum Hüttengelände geleitet wurde.

## Bist als Namensgeber
Direkt erkennbar in Dorfnamen wie im französischen Bisten-en-Lorraine oder saarländischen Bisten. Indirekt beispielsweise in den Namen der beiden Wadgasser Gemeindeteile Differten (auch: Diefurt, Diffurde, Diffurte, Diffurthe, Diffurt, Diffurten), also „zur tiefen Furt“ und Werbeln, abgeleitet vom mittelhochdeutschen Wort „Wirbel“ oder „Werbel“, hat seinen Namen von einer markanten Stelle der Bist, wo es früher zu Verwirbelungen auf Grund eines, bezogen auf den sonstigen Verlauf, recht starken Gefälles kam; ähnlich Zeile 1, Bild 3.

## Galerie

Die Bist
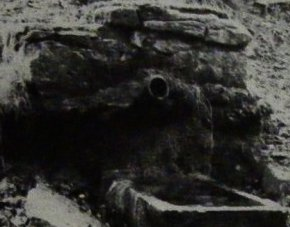
Quelle der Bist um 1901
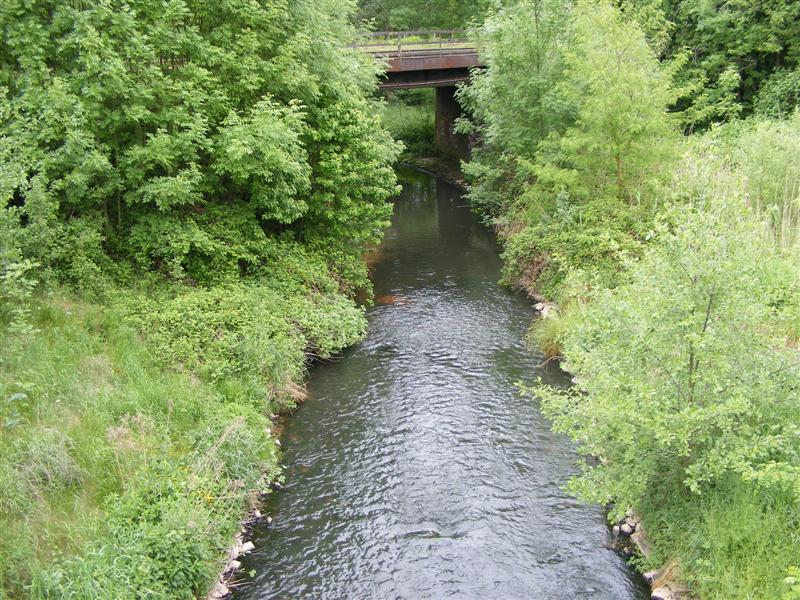
Wadgassen in der Nähe des Marktplatzes
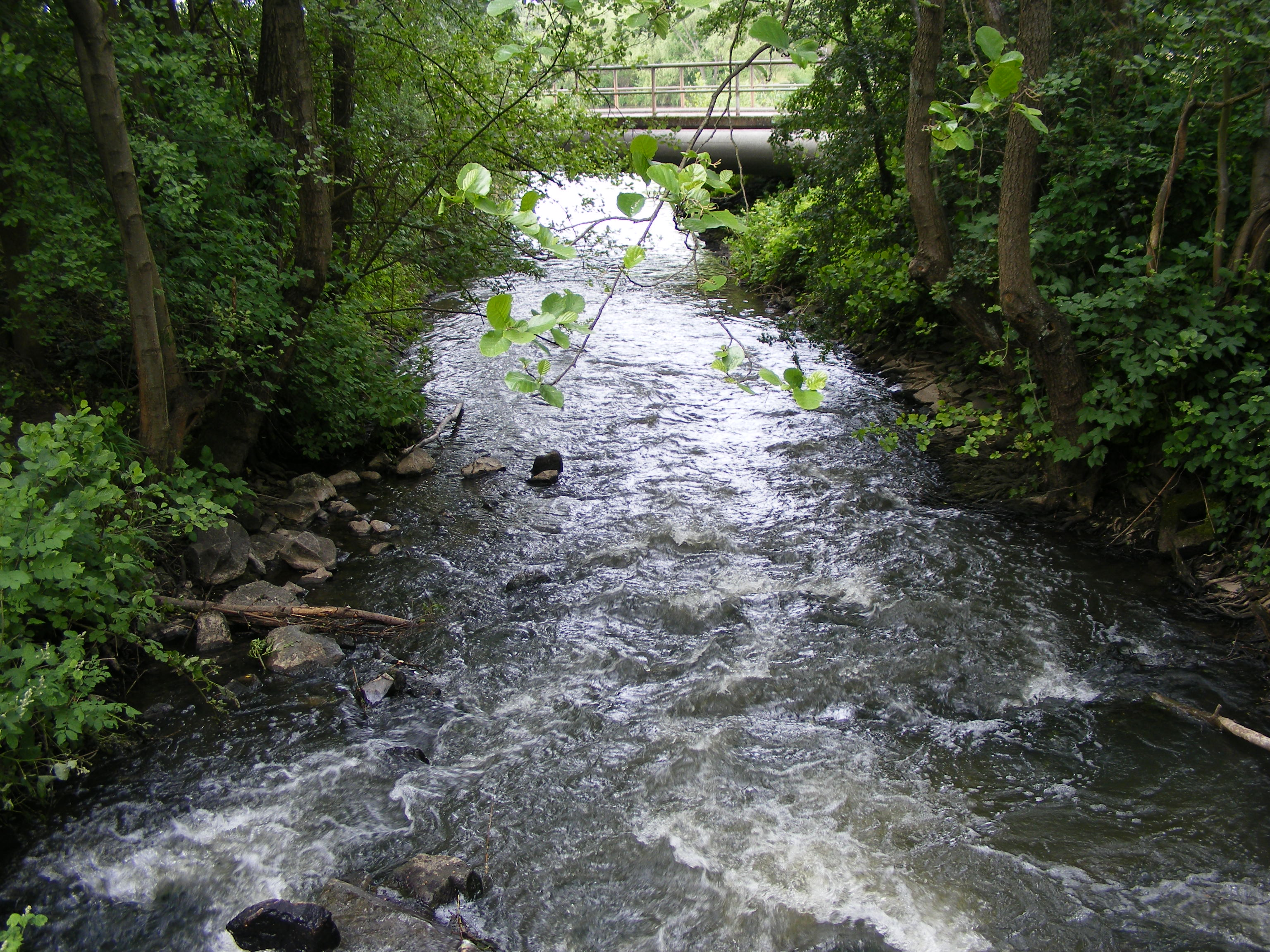
Bei Wadgassen kurz vor der Mündung
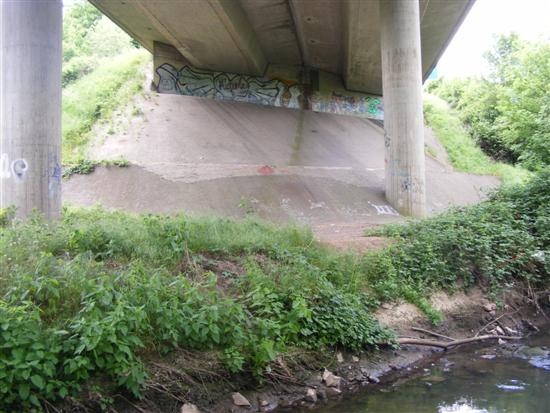
Unter der A 620 bei Wadgassen
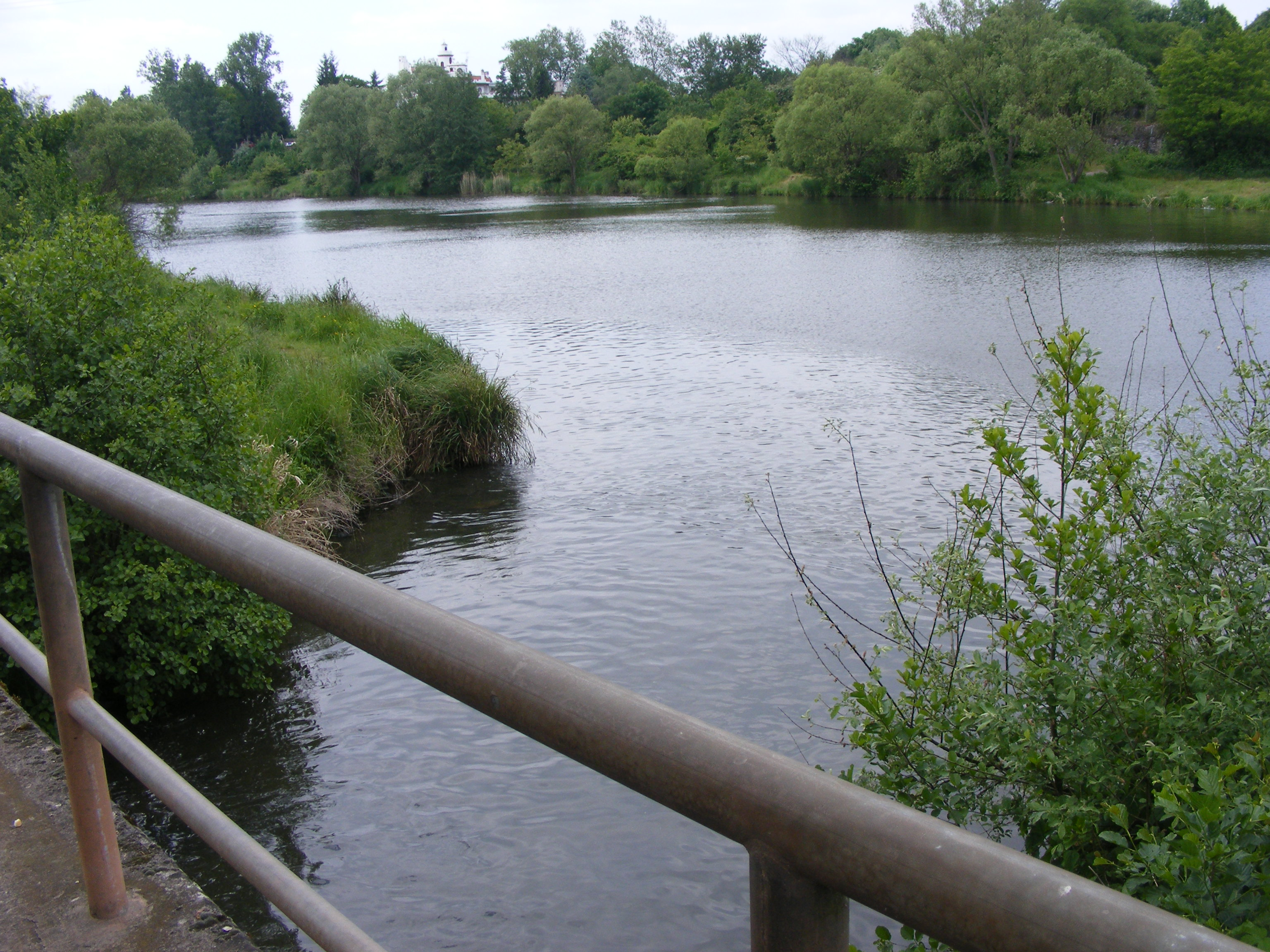
Mündung in die Saar
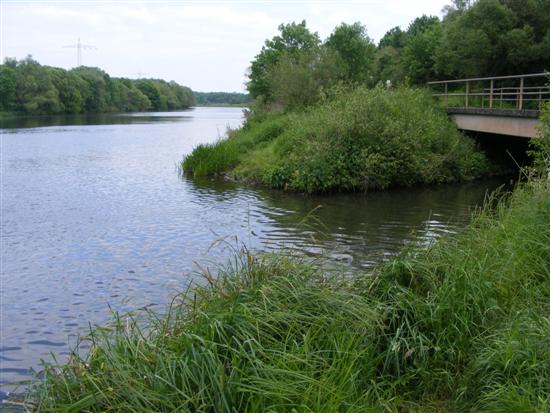
Mündung in die Saar